# داون پن
داون پن (انگلیسی: Dawn Penn؛ زادهٔ ۱۱ ژانویهٔ ۱۹۵۲) خواننده و موسیقی‌دان سبک رگی اهل جامائیکا است. او از سال ۱۹۶۶ میلادی تاکنون مشغول فعالیت بوده‌است.